# Церква Перенесення мощей святого Миколая (Лука)
Церква Перенесення мощей святого Миколая в Луці — парафія і храм греко-католицької громади Коропецького деканату Бучацької єпархії Української греко-католицької церкви в селі Лука Чортківського району Тернопільської области.

## Історія церкви
Будівництво храму, яке здійснювалося силами жителів села, розпочалося у 1926 році та завершилося у 1927 році. 22 травня того ж року його освятили.
Релігійна громада була греко-католицькою до 1946 року. З 1946 по 1958 рік вона належала до РПЦ. У 1958 році державна влада закрила церкву, і віряни були змушені відвідувати парафію РПЦ в селі Устя-Зелене. У 1989 році церкву знову відкрили, але в підпорядкуванні РПЦ. У 1990 році парафія повернулася в лоно УГКЦ.
При парафії діє братство «Апостольство молитви». На місці старої дзвіниці на церковному подвір'ї у 2009 році було встановлено фігуру Матері Божої. На території села також є хрести парафіяльного значення.

## Парохи
- о. Іван Карчевський,
- о. Василь Харук,
- о. Володимир Статанчук,
- о. Михайло Федик,
- о. Василь Кабринович,
- о. Володимир Крушельнипький,
- о. Володимир Танчин,
- о. Дмитро Припхан,
- о. Дмитро Сворак,
- о. Петро Савіцький,
- о. Ярослав Велиган,
- о. Михайло Мохнатий (1991—2003),
- о. Василь Дзяйло (2003—2008),
- о. Степан Стрілецький (з 2008).